# Беннок (округ, Айдахо)
Шаблон:StateAbbr_ 42°40′ пн. ш. 112°13′ зх. д. / 42.67° пн. ш. 112.22° зх. д.
Округ  Беннок (англ. Bannock County) — округ (графство) у штаті  Айдахо, США. Ідентифікатор округу 16005.

## Історія
Округ утворений 1893 року.

## Демографія
За даними перепису 
2000 року 
загальне населення округу становило 75565 осіб, зокрема міського населення було 62498, а сільського — 13067.
Серед мешканців округу чоловіків було 37339, а жінок — 38226. В окрузі було 27192 домогосподарства, 19213 родин, які мешкали в 29102 будинках.
Середній розмір родини становив 3,2.
Віковий розподіл населення поданий у таблиці:
| Стать    | До 15 років | 15-21 | 22-29 | 30-39 | 40-49 | 50-65 | 65-85 | Понад 85 |
| -------- | ----------- | ----- | ----- | ----- | ----- | ----- | ----- | -------- |
| Чоловіки | 9043        | 4850  | 5287  | 4635  | 5187  | 4990  | 3041  | 306      |
| Жінки    | 8428        | 5292  | 5110  | 4761  | 5355  | 4965  | 3657  | 658      |

## Суміжні округи
- Бінггем — північ
- Карібу — схід
- Франклін — південний схід
- Онейда — південний захід
- Павер — захід

## Виноски
1. ↑  (unspecified title) — Москва: ВИНИТИ РАН, 1964. — С. 39. — 235 с.
2. ↑  US Decennial Census. US Census Bureau. Архів оригіналу за 26 квітня 2015. Процитовано 28 червня 2014.
3. ↑  Historical Census Browser. University of Virginia Library. Архів оригіналу за 11 серпня 2012. Процитовано 28 червня 2014.
4. ↑  Population of Counties by Decennial Census: 1900 to 1990. US Census Bureau. Архів оригіналу за 30 жовтня 2014. Процитовано 28 червня 2014.
5. ↑  Census 2000 PHC-T-4. Ranking Tables for Counties: 1990 and 2000 (PDF). US Census Bureau. Архів оригіналу (PDF) за 18 грудня 2014. Процитовано 28 червня 2014.
6. ↑  State & County QuickFacts. US Census Bureau. Архів оригіналу за 6 липня 2011. Процитовано 28 червня 2014. [Архівовано 2012-05-19 у Wayback Machine.](англ.) Наведено за англійською вікіпедією.
7. ↑  American FactFinder. Бюро перепису населення США. Архів оригіналу за 26 лютого 2012. Процитовано 31 січня 2008. [Архівовано 2008-05-21 у Wayback Machine.]

| США | Це незавершена стаття з географії США. Ви можете допомогти проєкту, виправивши або дописавши її. |